# Yumi Sugimoto
Yumi Sugimoto (杉本 有美 Sugimoto Yumi?) (Osaka, 1 de abril de 1989) es una modelo, actriz y cantante japonesa, que actualmente tiene contrato con la agencia de talentos IS Field.

## Carrera

### Modelaje
Yumi comenzó su carrera en el modelaje durante la escuela primaria, cuando fue elegida en una semiaudición de Grand Prix para la revista de manga femenina Ribon.

### Actuación
En julio de 2007 recibió su primer papel principal en la última serie dramática de televisión de TV Tokyo Boys Esté. Su último papel fue Miu Sutō/Go-On Silver en la serie de tokusatsu de TV Asahi de 2008, Engine Sentai Go-onger. También protagoniza Mutant Girls Squad bajo la dirección de Tak Sakaguchi, Noburu Iguchi y Yoshihiro Nishimura.

### Música
Además de cantar canciones de representación de personajes en Engine Sentai Go-onger, Sugimoto ha expresado su interés en producir música. Lanzó su sencillo debut, "Harukoi", compuesto por Tomosuke Funaki, el 17 de febrero de 2010.

## Vida personal
En 2016 Yumi se casó con un hombre que no era una celebridad, pero luego se divorciaron en julio de 2019.